# Siketek és Nagyothallók Országos Szövetsége
A Siketek és Nagyothallók Országos Szövetsége (rövidítve SINOSZ) a nevében megjelölt alanyok egyesületeinek hivatalos magyarországi szövetsége.

## Története
A SINOSZ 1907. december 8-án alakult meg Budapesten.

### Előzmények
A felnőtt siketek hazánkban 1802-ben, a Cházár András kezdeményezésére megindult iskolai oktatás után kezdték el megszervezni társasági életüket, baráti köreiket. Az egységes, országos szervezet kialakításának gondolatát elsőnek Oros Kálmán siket betűszedő vetette fel. Kezdeményezésére indult meg 1892-ben a Siketnémák köre, majd ugyanabban az évben kiadták az első újságot, a Siketnémák Közlönyét. Több egyesület bevonásával 1902-ben kidolgozták az egységes szervezet alapszabályát, amelyet a belügyminiszter 1907-ben hagyott jóvá. Az új egyesület "Cházár András Országos Siketnéma Otthon" nevet viselte.
A szervezet 1950-ben alakult újjá „Siketnémák Szövetsége” néven. Néhány évvel később – 1952-ben – alapszabályban rögzítették a nagyothallók érdekvédelmének ellátását is, amelyet a szövetség mai elnevezése is tükröz.

## Működése, felépítése
A szövetség jelenlegi tevékenységének egy része az egykor kijelölt célokkal megegyezik: a siketek és nagyothallók szakmai-érdekvédelmi szervezeteként segíti, támogatja a siket és nagyothalló embereket a társadalmi beilleszkedésben, az egyéni érvényesülésben. Ezt a feladatot az egyesületi törvény alapján, a szövetség Alapszabályában foglaltak szerint látja el. Továbbá szolgáltatásokat (jelnyelvi tolmácsszolgálat, jogsegélyszolgálat) nyújt tagjainak és országos illetve megyei szinten egyaránt programokat szervez (elsősorban kulturális és ifjúsági vonalon).
1989-től független társadalmi szervezetként működik. Kiadásait elsősorban állami költségvetési támogatásból, másodsorban pedig adományokból, pályázatokból fedezi. A küldöttközgyűlés a SINOSZ legfőbb szerve, amely legalább évente egyszer ül össze. A Szövetség munkáját a havonta ülésező Országos Elnökség irányelvei alapján az országos elnök és a főtitkár irányítja. Szövetség a munkáját országos hatáskörrel fejti ki. Minden megyében a megyeszékhelyeken működik megyei szervezet, ezen kívül vannak városi szervezetek, valamint klubok. Hogy a munka folyamatos és minden hallássérültet érintő legyen, minden szervezet szorosan együttműködik, egymásnak segítséget nyújtanak lehetőségeikhez mérten.
A Szövetség a magyar siketek és nagyothallók hivatalos érdekképviseleti szerve. Központja Budapesten található. Siket, nagyothalló, valamint pártoló tagjai is vannak. A Szövetség munkáját a siket és nagyothalló tagok határozzák meg. A Szövetség segítséget nyújt tagjai számára - lehetőségeihez mérten - a munkavégzéshez, tanuláshoz, szakmai képesítés megszerzéséhez, tanfolyamokon való részvételhez, szakköri tevékenységekhez. Lehetőséget biztosít a kulturális- és sportéletben való részvételhez. Országos és helyi szervezeteiben klubokat működtet, ahová minden kedves érdeklődőt szeretettel várnak.

## Külső hivatkozások
- A Siketek és Nagyothallók Országos Szövetségének honlapja
- SINOSZ Bács-Kiskun Megyei Szervezete weblapja